# Asurion
Asurion LLC es una compañía privada basada en Nashville, Tennessee, provee seguros para teléfonos, tabletas, consumos electrónicos, receptores de satélites y joyería. En 2014, la compañía operada con 49 oficinas en 14 países con 19,000 empleados que servían a 280 millones de consumidores.

## Historia
En 1995, los graduados de Standford Kevin Taweel y Jim Ellis usaron un fondo para adquirir la compañía basada en Houston de asistencia en la carretera Road Rescue. El servicio de asistencia de carretera fue vendido a través de proveedores de servicio inalámbricos locales. Cuatro años más tarde adquirieron el grupo Merrinac, que ofrecía seguros en la cobertura de teléfonos. La compañía empezó expandir sus operaciones globalmente en 2003, con una expansión a Asia, prosiguió con expansiones a Europa (2008) y Oceania (2013). La compañía se expandió a Latinoamérica en 2014 en asociación con América Movil.
Los productos de la compañía y sus servicios se han ramificado desde su comienzo, debido en parte a las adquisiciones hechas. El 1 de enero de 2006, la compañía Lock/line se fusionó con Asurion creando DST Systems Inc, compañía padre de Lock/line. Con la adquisición de Lumitrend en mayo de 2006, la compañía expandió su portafolio para incluir a CellBackup software. También en 2006 la compañía adquirió Warranty Corporation of America (WaCA) que en 2008 se fusionó con National Electronics Warranty. En 2013, La firma Soluto fue adquirida.
La empresa al expandirse se dio cuenta de que el servicio al cliente era un problema. Por lo que en febrero de 2017 Asurion lanzó un servicio que proveía servicio al cliente por medio de trabajadores bajo demanda y aprendizaje automático. A través de Soluto, Asurion adquirió en 2017 a Drippler, una compañía de aplicaciones de apoyo a la tecnología, esta se fusionó con Soluto. En agosto de 2019, Asurion adquirió uBreakiFix, una cadena que se dedica a la reparación de teléfonos y electrónicos.
En 2018, Asurion tomó prestado $3.75 mil millones vía dos préstamos, cuyos ingresos serían destinados a las empresas privadas que adquirieron la compañía en 2007. Ambos préstamos llevaron a la compañía a terminar con 11.3$ mil millones de dólares en préstamos. En 2019, Asurion pagó $300,000 a una persona que reclamó que le habían robado información de empleados y clientes.

## Reconocimiento
La compañía recibió un premio en innovación CES en 2015.